# 荻野友里
荻野 友里（おぎの ゆり、1982年10月11日 - ）は、日本の女優。富山県高岡市出身。富山県立呉羽高等学校、桜美林大学総合文化学科卒業。劇団「青年団」所属（2005年 - ）。

## 出演

### 舞台
- 上野動物園再々々襲撃
- 東京ノート

### テレビドラマ
- 多摩南署たたき上げ刑事・近松丙吉9（テレビ東京） - 酒井ゆり 役
- 相棒（テレビ朝日）
  - season10 第12話「つきすぎている女」（2012年1月18日） - 串田ユキ 役
  - season14 第14話「スポットライト」（2016年2月3日） - 谷志桜里 役
  - season23 第16話「花は咲く場所を選ばない」（2025年2月19日） - 虻川洋子 役
- 踊る大捜査線 THE LAST TV サラリーマン刑事と最後の難事件（2012年9月1日、フジテレビ） - 婦人警官 役
- 安堂ロイド〜A.I. knows LOVE?〜 第6話（2013年11月17日、TBSテレビ） - 沫嶋七海 役
- おやじの背中 第8話「駄菓子」（2014年8月31日、TBSテレビ） - 羽柴友美 役
- フラジャイル 病理医岸京一郎の所見（2016年、フジテレビ） - 佐藤里美 役
- グッドパートナー 無敵の弁護士（2016年、テレビ朝日） - 村岡雅美 役
- コード・ブルー -ドクターヘリ緊急救命- 3rd season- 第3話 - 第5話（2017年7月31日 - 8月14日、フジテレビ） - 奏の母 役
- 未解決の女 警視庁文書捜査官 第4話（2018年5月10日、テレビ朝日） - 河村綾子 役
- 絶対零度（2018年、フジテレビ） - 吉沢紀子 役
- SUITS/スーツ (日本のテレビドラマ)（2018年、フジテレビ） - 財田里美 役
- スキャンダル専門弁護士 QUEEN（2019年、フジテレビ） - 長谷川智子 役
- メゾン・ド・ポリス（2019年、TBSテレビ） - 池原美砂 役
- 刑事7人 SEASON6 第9話・最終回（2020年9月30日、テレビ朝日） - 松尾夏恵 役
- コタローは1人暮らし 第2話・第4話（2021年5月1日・5月15日、テレビ朝日） - 田丸奈々恵 役
- 広域警察10（2021年6月24日、テレビ朝日） - 今岡鏡子 役
- 世にも奇妙な物語2022 秋の特別編 「わが様」（2022年11月12日、フジテレビ） - 友枝真美 役
- グランマの憂鬱 第2話（2023年4月16日、東海テレビ・フジテレビ） - 古畑夏子 役
- 院内警察 第1話・第6話・最終話（2024年1月12日・2月16日・3月22日、フジテレビ） - 工藤知子 役[5][6]
- スメルズ ライク グリーン スピリット（2024年9月20日 - 11月8日、毎日放送） - 桐野竹子 役[7]
- おいち不思議がたり第5話・6話（2024年9月29日・10月6日、NHK BS・NHK BSプレミアム4K） - お久 役
- 失踪人捜索班 消えた真実 第3話（2025年4月25日、テレビ東京） - 日野理沙 役[8]

### 映画
- 東京人間喜劇（2008年公開、深田晃司監督） - 主演
- 踊る大捜査線 THE MOVIE3 ヤツらを解放せよ!（2010年7月3日公開、東宝、本広克行監督） - 婦人警官 役
- 踊る大捜査線 THE FINAL 新たなる希望（2012年9月7日公開、東宝、本広克行監督） - 婦人警官 役
- 四十九日のレシピ (2013年11月9日公開） - 熱田乙美（若い頃） 役
- ジャッジ!（2014年1月11日公開）
- チーム・バチスタFINAL ケルベロスの肖像（2014年3月29日公開） - 妊婦 役
- 超能力研究部の3人（2014年12月6日公開）
- ストレイヤーズ・クロニクル（2015年6月27日公開）
- ××× KISS KISS KISS（2015年9月5日公開）[9]
- 22年目の告白 -私が殺人犯です-（2017年6月10日） - 村上由香 役
- 闇金ウシジマくん Part3（2016年9月22日公開、東宝、山口雅俊監督） - 佐藤朋子 役
- 娼年（2018年4月6日公開、監督：三浦大輔） - 主婦 役[10]
- ジェファソンの東（2018年公開、深田晃司監督、短編作品） - 主演
- 最高の人生の見つけ方（2019年10月11日公開、ワーナー・ブラザース映画、監督：犬童一心）
- にじいろトリップ（2020年公開、いまおかしんじ監督）
- ROPE（2025年7月25日公開、SDP、監督：八木伶音） - 小川律子 役[11]

### ラジオドラマ
- FMシアター『大都会に大漁旗を』（NHK-FM：2015年9月26日）[12]

### CM
- 「花王アタックNeo「365日の喜び・アタックNeo」篇」
- dressMAX　(ウェディングドレス買取)(奥さまは花嫁)篇第52回ギャラクシー賞入賞
- 「月桂冠」糖質ゼロ「夫婦」編[13]
- 「ゼリア新薬ヘパリーゼ」「お家でヘパリーゼWチャージ」編
- 大東建託（2024年）